# Secret Ambition
SECRET AMBITION – piętnasty singel japońskiej piosenkarki Nany Mizuki, wydany 18 kwietnia 2007. Utwór tytułowy został wykorzystany jako pierwszy opening anime Magical Girl Lyrical Nanoha StrikerS, utworu Heart-shaped chant użyto jako piosenkę przewodnią gry Shining Wind na PS2, a utwór Level Hi! wykorzystano w zakończeniach programu Gacchiri Monday! (jap. がっちりマンデー) stacji TBS. Singel osiągnął 2 pozycję w rankingu Oricon, sprzedał się w nakładzie 75 256 egzemplarzy.

## Lista utworów
| Nr | Tytuł                               | Słowa             | Kompozycja        | Aranżacja         | Czas |
| -- | ----------------------------------- | ----------------- | ----------------- | ----------------- | ---- |
| 1. | "SECRET AMBITION"                   | Nana Mizuki       | Chiyomaru Shikura | Hitoshi Fujima    | 4:24 |
| 2. | "Heart-shaped chant"                | Nana Mizuki       | Noriyasu Agematsu | Noriyasu Agematsu | 5:12 |
| 3. | "Level Hi!"                         | Chisato Nishimura | Shin'ya Saitō     | Shin'ya Saitō     | 3:43 |
| 4. | "SECRET AMBITION" (without NANA)    |                   | Chiyomaru Shikura | Hitoshi Fujima    | 4:24 |
| 5. | "Heart-shaped chant" (without NANA) |                   | Noriyasu Agematsu | Noriyasu Agematsu | 5:12 |
| 6. | "Level Hi!" (without NANA)          |                   | Shin'ya Saitō     | Shin'ya Saitō     | 3:43 |